# Parancistrocerus irritatus
Parancistrocerus irritatus är en stekelart som beskrevs av Giordani Soika 1972. Parancistrocerus irritatus ingår i släktet Parancistrocerus och familjen Eumenidae. Inga underarter finns listade i Catalogue of Life.